# بریستول هیدور شماره ۱۲۰
بریستول هیدور شماره ۱۲۰ (به انگلیسی: Bristol Hydro no.120) یک هواگرد ساختِ کارخانهٔ بریستول ایروپلین در کشور بریتانیا است . این هواگرد برای نخستین بار در ۱۵ آوریل ۱۹۱۳ میلادی مورد استفاده قرار گرفت.